# Albert Sarkisjan (ur. 1975)
Albert Elwadikowicz Sarkisjan, orm. Ալբերտ Էլվադիկի Սարգսյան, ros. Альберт Эльвадикович Саркисян (ur. 15 maja 1975 w Nalczyku, Rosyjska FSRR) – ormiański piłkarz, grający na pozycji pomocnika, reprezentant Armenii. Posiada obywatelstwo rosyjskie.

## Kariera piłkarska

### Kariera klubowa
W 1992 rozpoczął profesjonalną karierę piłkarską w klubie Spartak Nalczyk. W 1997 został zaproszony do Moskwy, gdzie grał w klubach Lokomotiw Moskwa i Torpedo Moskwa. W 2003 roku został wypożyczony do ukraińskiego Arsenału Kijów. Potem występował w klubach Ałanija Władykaukaz, Amkar Perm, Terek Grozny, Nika Moskwa i MWD Rossii Moskwa. Latem 2009 wyjechał do Kazachstanu, gdzie bronił barw FK Atyrau. W 2010 zakończył karierę piłkarską w drugiej drużynie Lokomotiwu Moskwa.

### Kariera reprezentacyjna
W latach 1997–2005 występował w reprezentacji Armenii. Ogółem rozegrał 33 oficjalnych spotkań międzynarodowych, w których zdobył 3 bramki (wszystkie do bramki ukraińskiej).

## Sukcesy i odznaczenia

### Sukcesy klubowe
- wicemistrz Rosji: 1999, 2000, 2001
- brązowy medalista Mistrzostw Rosji: 1998
- zdobywca Pucharu Rosji: 2000
- finalista Pucharu Rosji: 1998
- półfinalista Pucharu Zdobywców Pucharów: 1998, 1999
- zdobywca Pucharu Kazachstanu: 2009

### Sukcesy indywidualne
- wybrany do listy 33 najlepszych piłkarzy ZSRR: Nr 2 (1999)

### Odznaczenia
- tytuł Mistrza Sportu Rosji